# Louis Dagobert Scherer
Louis Dagobert Scherer (né 6 mars 1771 à Sierentz (Haut-Rhin) - mort le 8 février 1844 à Ingersheim (Haut-Rhin)), est un militaire français, maire d’Ingersheim du 3 janvier 1813 au 12 février 1816, capitaine commandant la première compagnie de la garde nationale sous Bonaparte, membre de l'ordre national de la Légion d'Honneur, élu le 13 novembre 1831 commandant des sapeurs pompiers et capitaine de la 1re compagnie de la Garde Nationale
16 mars 1771 naissance de Louis Dagobert Scherer à Sierentz (Haut-Rhin) de l'union de Scherer Antoine et Bienz Catherine.
3 octobre 1791 : brevet de sous lieutenant au 4e bataillon de Grenadiers du Rhin Supérieur
28 juillet 1792 Brevet de sous lieutenant établi à Paris et signé par Louis XVI. Louis Dagobert Scherer est enrôlé dans la légion Kellermann et affecté à la garnison de Phalsbourg.
30 mars au 23 juillet 1793 participe au siège de Mayence
15 octobre 1793 Lieutenant sous le commandement du général Hoche, Louis Dagobert Scherer se trouve en Bretagne et en Normandie.
19 février 1791 Du quartier général de Hoche émane le règlement destiné aux colonnes mobiles. Chacune se compose de 2 compagnies sous les ordres d’un officier d’infanterie. Elles doivent poursuivre les Chouans (partisans du roi) et les brigands. Chaque soldat devait porter en permanence sur lui 20 cartouches. Les colonnes ne devaient uniquement se déplacer de nuit et éviter les routes principales. Le butin pris aux brigands revenait aux soldats qui désiraient faire une halte et la popote dans une métairie ou un village situé à l’écart. Il incombait aux chefs d’éduquer leurs troupes, de les habituer à l’effort, à combattre, à vaincre et à respecter le campagnard opprimé. À l’aide de perches pointues il fallait sonder les meules de foin et de paille. Tous les 5 jours, les officiers devaient rendre compte à leur commandant de division. Il n’était pas facile de faire régner la discipline dans une troupe violente et haletante de vengeance. Pour cette raison il est facile de comprendre que Louis Dagobert Scherer ait entrepris des démarches 5 mois après sa nomination, en tant que commandant d’une colonne mobile, afin de rejoindre à partir de Vannes son bataillon en cantonnement à Château-Gontier. À son départ ses supérieurs n’ont pas manqué de relever que Louis Dagobert Scherer était un patriote et un républicain ardent ainsi qu’un officier de grande valeur qui jouissait de la part de ses chefs et de ses camarades d’une réelle estime.
Les Colonnes Mobiles ayant été dissoutes, Louis Dagobert Scherer retourne peu à peu auprès de son bataillon à Rennes
7 septembre 1796 Louis Dagobert Scherer rejoint la 6e compagnie du 3e bataillon de la 94e demi-brigade.
Du 26 novembre 1796 au 15 janvier 1797 Louis Dagobert Scherer participe sur le navire le « Pluton » à l'‘expédition du général Hoche en Irlande
À son retour il est affecté au dépôt d’Amiens en qualité d’inspecteur des transports de prisonniers autrichiens (sans doute grâce à sa connaissance de l’allemand).
14 décembre 1799 Scherer est blessé à la main droite devant Salzbourg
13 avril 1802 le consul Bonaparte nomme Scherer capitaine titulaire de la brigade de Saint Cloud.
1er février 1804 Scherer passa aux grenadiers du 2e bataillon du 94e régiments
2 décembre 1805 il se bat bravement à la bataille d’Austerlitz ce qui lui valut, le 14 mars 1806 d’être nommé chevalier de la légion d’honneur.
1806 et 1807 Scherer est à Jena, à la prise de Lubeck, à Morhungen et à Friedland.
Après cela il fait deux ans de campagne en Espagne : à Durango, Espinosa, Valmaceda, Madrid, Uclès et Talavera de la Reyna.
Le 20 décembre 1810, après 18 campagnes, Scherer atteints de rhumatismes et d’infirmités demande à prendre sa retraite de l’armée.
3 mars 1812 : il reçoit son brevet de chevalier de la légion d’honneur.
Du 3 janvier 1813 au 12 février 1816, il est maire d’Ingersheim et est décoré du Lis.
En 1814, Ingersheim fut envahi par des soldats des puissances liguées contre Napoléon. Le commandant de la place fit dire au maire de lui envoyer "immédiatement et sans délai" une voiture et des chevaux. Louis Dagobert Scherer répondit qu'il n'avait ni voiture ni chevaux. Cette réponse exaspéra le commandant fraichement installé et il fit dire à Scherer que si, dans le plus bref délai, il ne lui fournissait pas ce qu'il demandait, il attellerait Scherer lui-même à une carriole et incendierait le village. Devant ces menaces, l'ancien soldat de l'empereur revêtit son uniforme arborant de nombreuses médailles et marques distinctives d'un passé de vaillance et de droiture et se fit annoncer au commandant de la place. Quand celui-ci vit paraître devant lui ce maire de village digne et imposant avec son uniforme et ses médailles, il salua avec respect le chevalier de la légion d'honneur, fit assembler ses hommes et leur ordonna de rendre dorénavant les honneurs militaires au vieil officier. Ainsi, jusqu'à la signature de la paix, Ingersheim fut traité avec ménagement et douceur.
Le 13 novembre 1831 Scherer est nommé commandant des sapeurs pompiers et capitaine de la 1re compagnie de la Garde Nationale.
Le 22 juillet 1832, Scherer démissionne du bataillon des sapeurs pompiers.
En 1832, Scherer est nommé président du Conseil de Discipline et Chef de bataillon de la Garde Nationale.
Le 8 février 1844, Louis Dagobert Scherer mourut à Ingersheim.

## Galerie

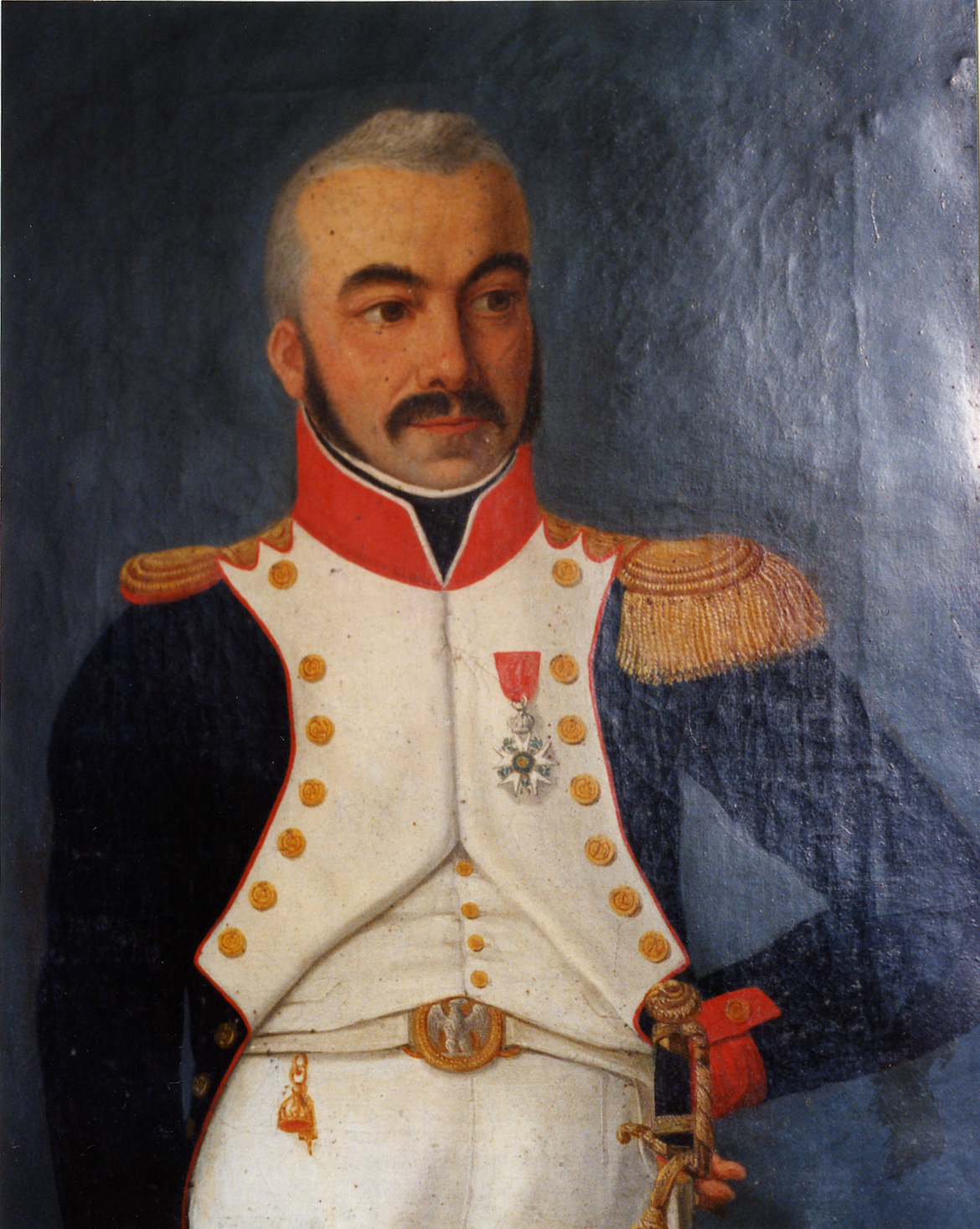
Portrait peint le 15/07/1808, alors que Louis Dagobert Scherer était en garnison pour un an à Berlin.
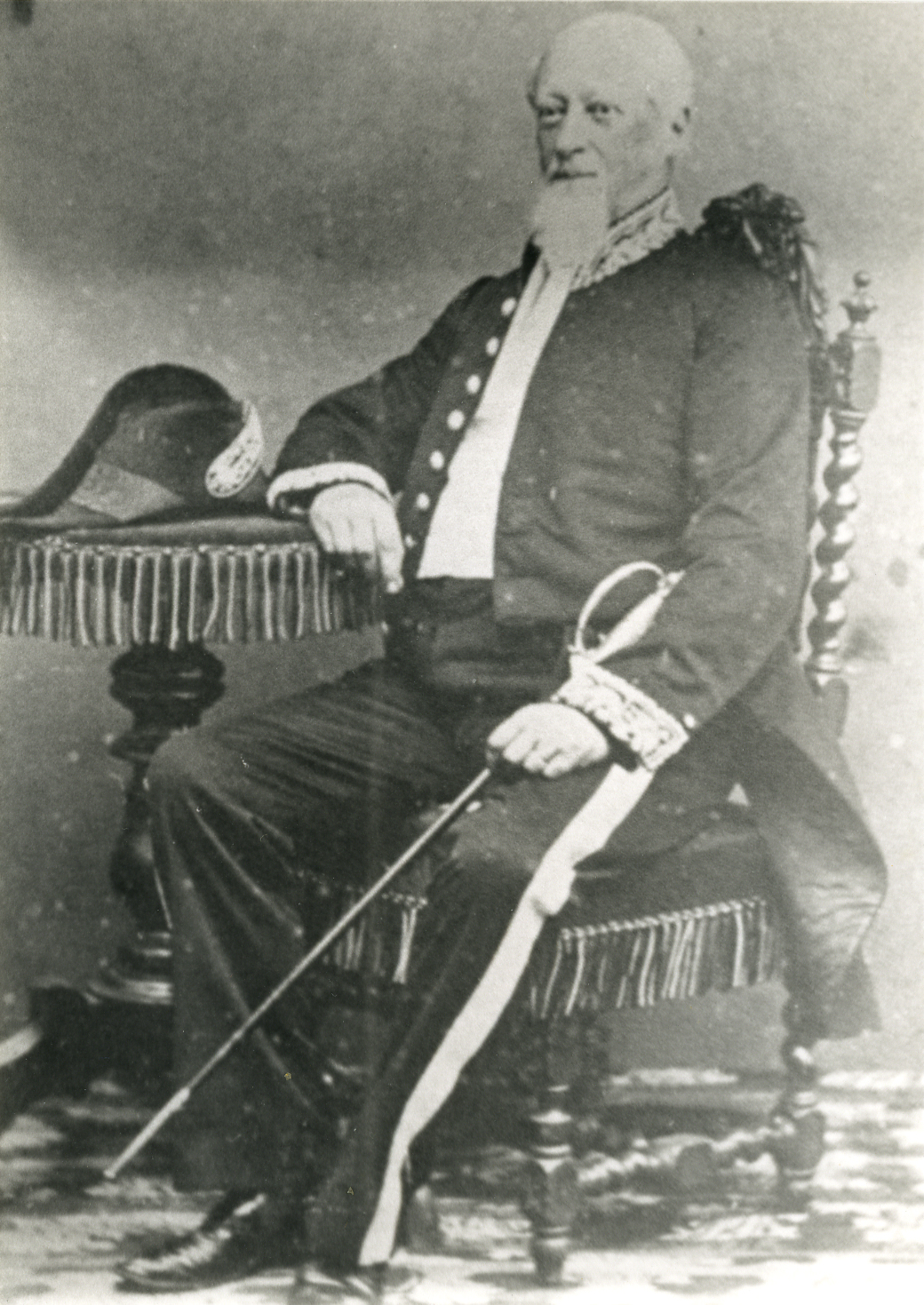
Le 13 11 1831 Louis Dagobert Scherer est élu commandant des sapeurs pompiers et chef du bataillon de la Garde Nationale dont l’autorité s’étend sur les Communes d’Ingersheim, Ammerschwihr Kathzenthal et Niedermorschwihr
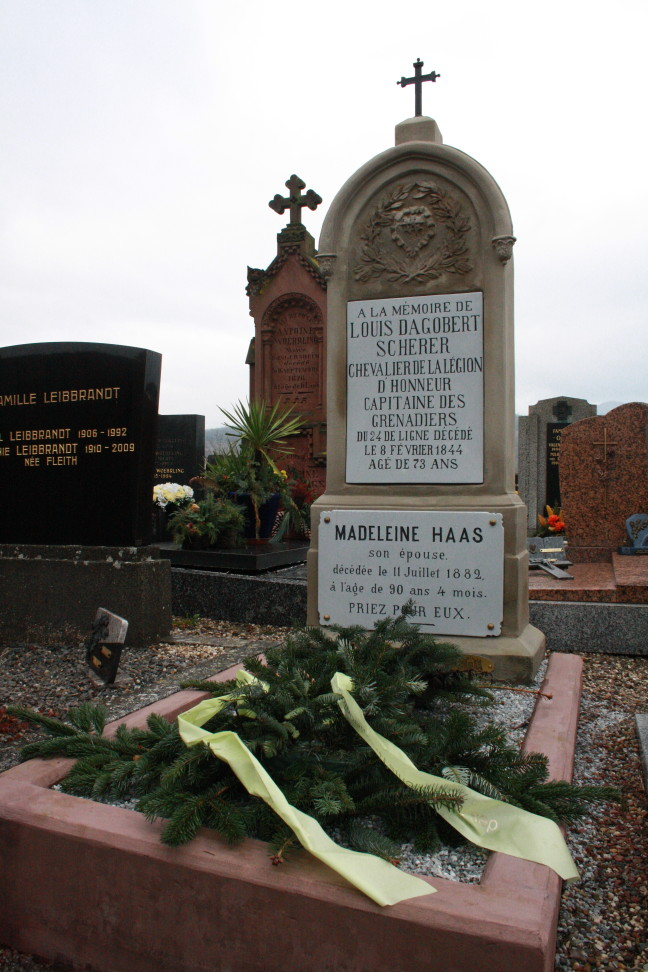
Tombe de Louis Dagobert Scherer au Cimetière d'Ingersheim (68).
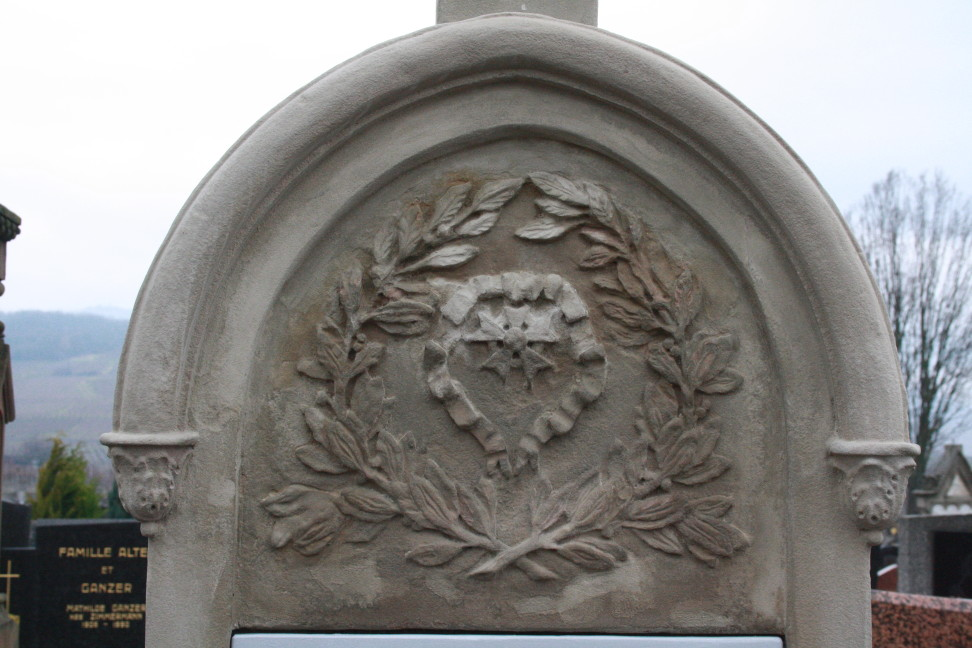
Détail de la sculpture représentant la Légion d'Honneur reçu le 14 mars 1806.
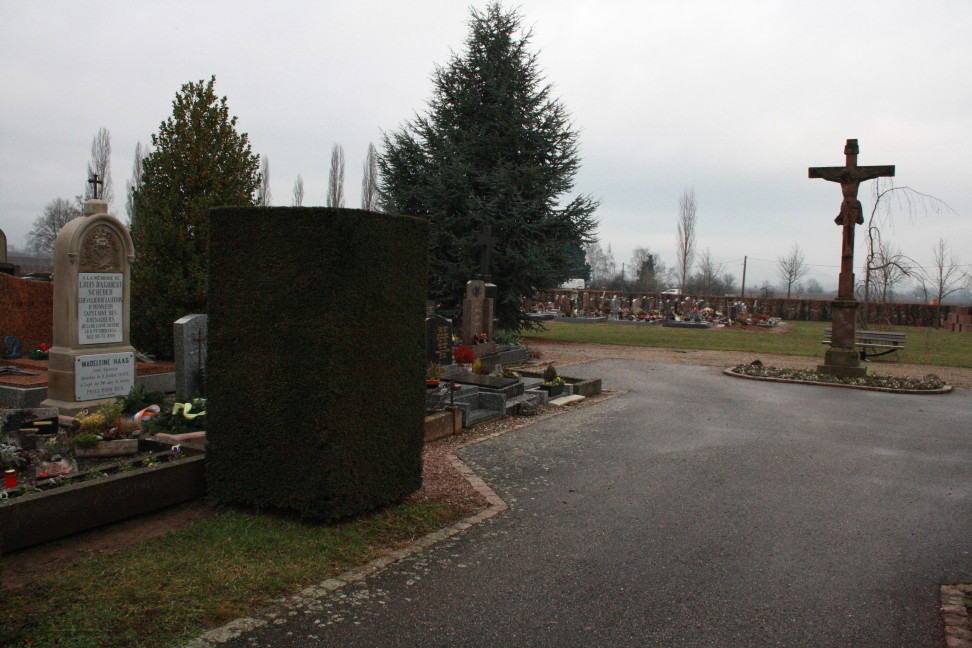
Situation de la Tombe de Louis Dagobert Scherer à proximité de la grande croix dans le cimetière d'Ingersheim (68)..